# Recording Industry Association of Malaysia
Recording Industry Association of Malaysia ou RIM é uma empresa oficial que representa as indústrias fonográficas da Malásia. É também associada ao IFPI.